# Riupeyrous
Riupeyrous ist eine französische Gemeinde mit 238 Einwohnern (Stand 1. Januar 2022) im Département Pyrénées-Atlantiques in der Region Nouvelle-Aquitaine (vor 2016: Aquitanien). Die Gemeinde gehört zum Arrondissement Pau und zum Kanton Pays de Morlaàs et du Montanérès (bis 2015: Kanton Morlaàs).
Der Name in der gascognischen Sprache lautet Riupeirós. Der Ursprung des Namens kommt aus den gascognischen Wörtern pèira (deutsch Stein) und (ar)riu (deutsch Bach) und spielt somit auf den Gabas an, der durch das Gebiet der Gemeinde fließt.

## Geographie
Riupeyrous liegt ca. 20 km nordöstlich von Pau in der historischen Provinz Béarn.
Umgeben wird der Ort von den Nachbargemeinden:
|                | Escoubès                                    |                   |
| Barinque       | Kompassrose, die auf Nachbargemeinden zeigt | Monassut-Audiracq |
| Higuères-Souye | Saint-Laurent-Bretagne                      |                   |

Riupeyrous liegt im Einzugsgebiet des Flusses Adour.
Einer seiner Nebenflüsse, der Gabas, durchquert das Gebiet der Gemeinde zusammen mit seinem Zufluss,
- dem Ruisseau Labésiau und seinem Nebenfluss,
  - dem Ruisseau de Lapassade und seinem Nebenfluss,
    - der Passade.

Der Lasset, ein Nebenfluss des Petit Lées, bewässert ebenfalls das Gemeindegebiet.

## Geschichte
An einer Stelle auf dem Gebiet der Gemeinde, an der ein alter Weg der Transhumanz vorbeiführt, sind Hügelgräber gefunden worden, die aus der Frühgeschichte datieren. Die Straße wird „Weg von Saint-Pé“ genannt und führte von Pontacq nach Garlin. Eines der Hügelgräber enthielt eine schwarze Vase und ein Fragment einer Halskette oder eines Armreifs aus Bronze. Die anderen Gräber enthielten Kreise aus Kieselsteinen, schwarze Urnen und ein Fragment eines menschlichen Schädels.
1336 wurde Riupeyrous erstmals in den Aufzeichnungen erwähnt. Bei der Volkszählung des Béarn im Jahre 1385 wurden zwölf Haushalte gezählt. Das Dorf gehörte zur Bailliage von Pau. Im Laufe der Jahrhunderte besaßen mehrere Adelsfamilien die Grundherrschaft. Es waren die Familien Sollu und Laroque im 17. Jahrhundert, in der Folgezeit die Familien Capdeville und d’Auga. 1728 war der Eigentümer Samuel Ignace de Casenave, ein Berater des Parlaments von Navarra. In der Folgezeit gelangte sie in die Hände der Familie Ducasse. Im 19. Jahrhundert war Riupeyrous bekannt für seine Fuchsjagden, die besonders bei Engländern beliebt waren, die ihren Sommerurlaub in Pau verbrachten.
Toponyme und Erwähnungen von Riupeyrous waren:
- Riupeyroos (1336, Kopialbuch aus Oloron, Blatt 62),
- Arripeiroos (1376, Militärschau des Béarn, Blatt 30),
- Ariupeyros und Arriu-Peyros (1385 bzw. 14. Jahrhundert, Volkszählungen im Béarn),
- Arriu-Peyroos (1492, Notare aus Pau, Nr. 3, Blatt 119),
- Riupeyroux (1750, Karte von Cassini),
- Rnupeiroux (1793, Notice Communale),
- Riupeyroux (1801, Bulletin des lois) und
- Riupeyrous (1863, Dictionnaire topographique de la France).[5][6][7]

### Einwohnerentwicklung
Nach Höchstständen der Einwohnerzahl von rund 340 in der Mitte des 19. Jahrhunderts reduzierte sich die Zahl bei kurzen Erholungsphasen bis zu den 1960er Jahren auf rund 130. In der Folgezeit wechselten eine Erholungsphase und eine Stagnationsphase. Seit der Jahrtausendwende ist wieder eine moderate Wachstumsphase zu verzeichnen.
| Jahr      | 1962 | 1968 | 1975 | 1982 | 1990 | 1999 | 2006 | 2009 | 2022 |
| --------- | ---- | ---- | ---- | ---- | ---- | ---- | ---- | ---- | ---- |
| Einwohner | 134  | 127  | 136  | 165  | 180  | 151  | 162  | 163  | 238  |

## Sehenswürdigkeiten
- Pfarrkirche, gewidmet Maria Magdalena. Sie wurde in der zweiten Hälfte des 12. Jahrhunderts errichtet. Das Langhaus birgt ein Haupt- und ein Seitenschiff, das nach 1833 hinzugefügt wurde. Eine halbrunde Apsis schließt den Langbau ab. Auf dem Tympanon des Eingangsportals ist ein kreisrundes Christusmonogramm mit einem Durchmesser von 55 cm zu erkennen. Dieses zeigt in traditioneller Weise die Buchstaben Rho („P“) und Chi („X“). Ein „S“ für „Salvator“ (deutsch Retter) schlingt sich um den Fuß des Rho. Alpha und Omega hängen an Schleifen an den oberen Armen des Chi. Im Innern werden Gegenstände aus dem 17. bis 19. Jahrhundert bewahrt, die als nationale Kulturgüter registriert sind.[9][10]

## Wirtschaft und Infrastruktur
Die Landwirtschaft ist traditionell der wichtigste Wirtschaftsfaktor der Gemeinde.

### Bildung
Riupeyrous verfügt über eine öffentliche Grundschule mit 43 Schülerinnen und Schülern im Schuljahr 2017/2018.

### Verkehr
Riupeyrous ist erreichbar über die Routes départementales 42, 43 und 943, der ehemaligen Route nationale 643.